# Kunstverein Familie Montez

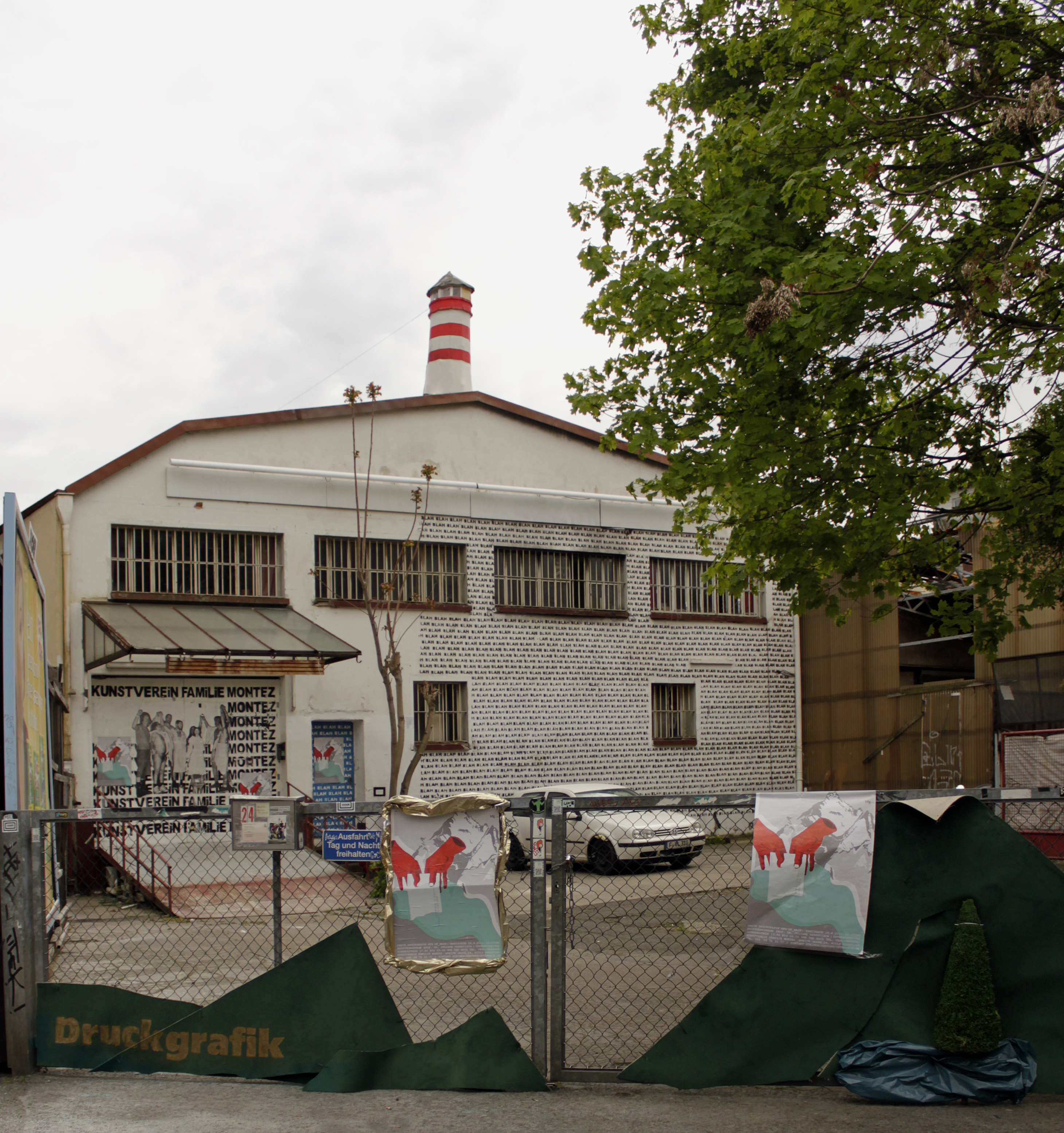
Erster Standort bis Mai 2012: Breite Gasse 24

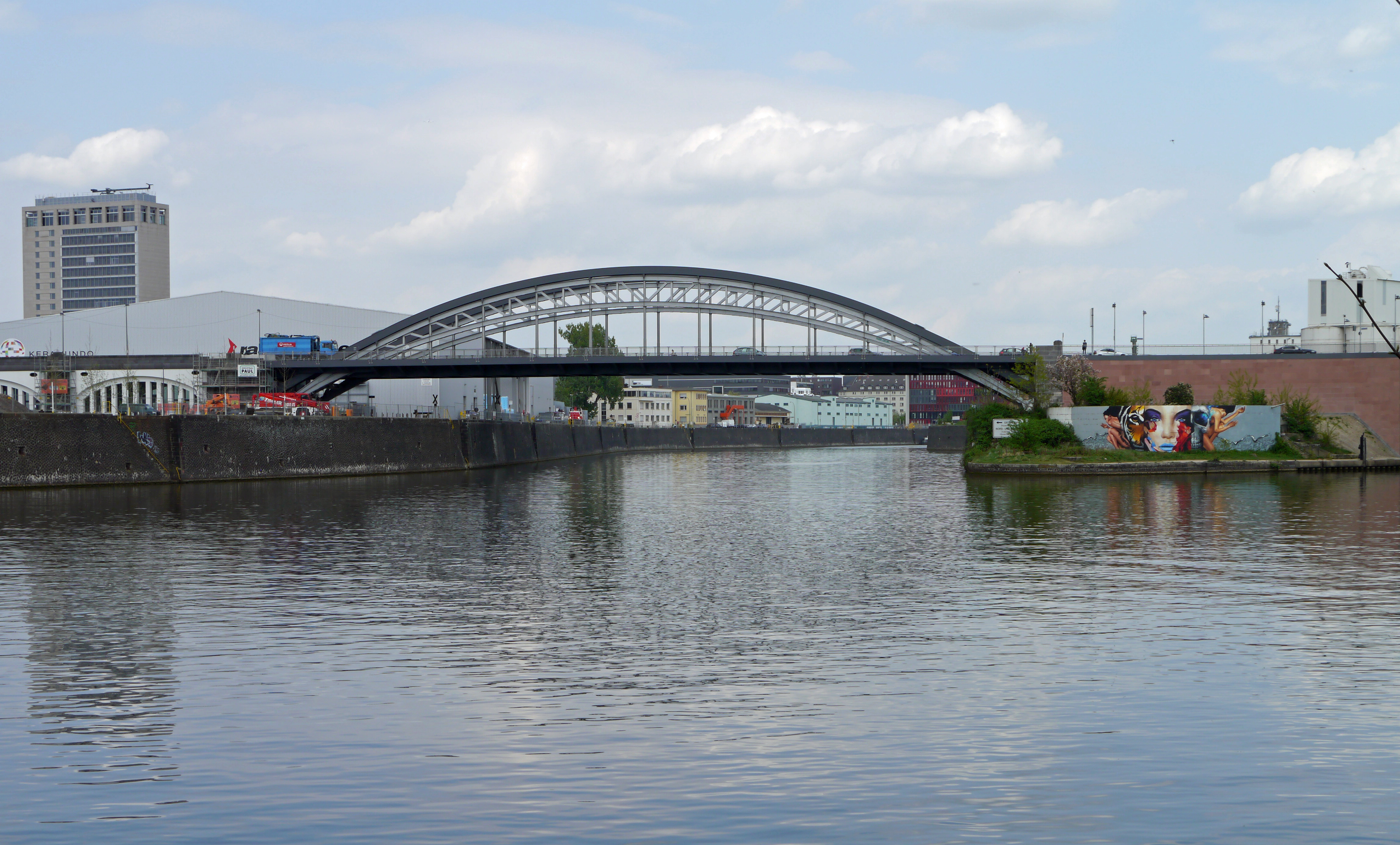
Neuer Standort in den beiden weißen Brückenbögen der Honsellbrücke (links): Honsellstraße 7

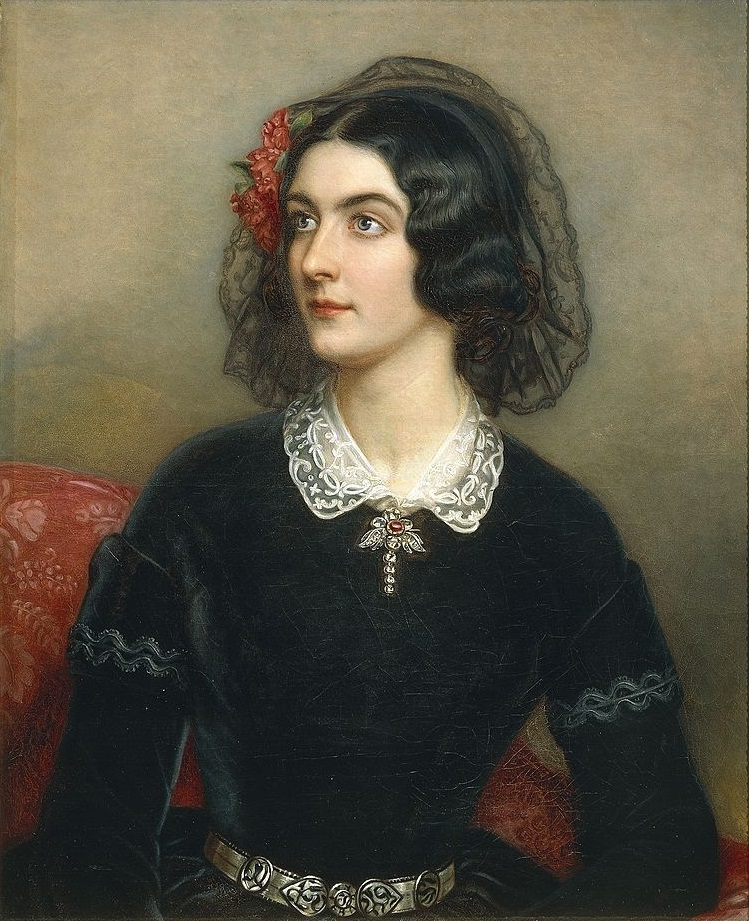
Lola Montez, Porträt von Joseph Karl Stieler in der Schönheitengalerie in Schloss Nymphenburg

Der Kunstverein Familie Montez e. V. ist ein eingetragener Kunstverein in Frankfurt am Main, der sich der Vermittlung zeitgenössischer Kunst widmet. Er wurde im Jahr 2007 von den Künstlern Mirek Macke und Anja Czioska in den Räumen des Städelshofes gegründet. Das Haus wurde zu einem Ausstellungszentrum mit einer Ausstellungsfläche von 1300 m². Darüber hinaus organisiert der Kunstverein Vortragsreihen, Filmprogramme, Performances, Musikveranstaltungen, Sommerakademien und Partys.

## Geschichte
Mirek Macke, geb. am 16. Oktober 1959 in Iława, studierte von 1989 bis 1994 Interdisziplinäre Kunst an der Frankfurter Städelschule bei Hermann Nitsch. Anja Czioska, geb. am 24. Oktober 1965, studierte von 1987 bis 1995 an verschiedenen Kunsthochschulen. Von 1987 bis 1993 gehörte sie der Klasse für Experimentalfilm von Peter Kubelka an der Städelschule an. Im Jahr 1991 studierte sie an der Kunstakademie Rotterdam, 1994 im Bereich Film am San Francisco Art Institute (SFAI) und von 1994 bis 1995 in der Bildhauereiklasse bei Georg Herold an der Städelschule.
Mirek Macke ist der Direktor des Kunstvereins. Ausstellungsvorbereitungen und Vernissagen hat Christiaan Tonnis in 133 Videodokumentationen festgehalten. Der Kunstverein hat rund 30 Mitglieder.
Der Kunstverein Familie Montez hatte seinen Sitz bis zum 30. Mai 2012 in der Innenstadt Frankfurts mit der Anschrift Breite Gasse 24, gelegen zwischen Konstablerwache und dem Zoo Frankfurt am Main. Der Name Städelshof (auch Städel’scher Hof) für das Grundstück ist seit dem 18. Jahrhundert überliefert. Der Frankfurter Privatbankier und Händler Johann Friedrich Städel, Stifter des nach ihm benannten Kunstinstituts Städel und der Städelschule, hatte im Städelshof bis zu seinem Tode im Jahr 1817 ein Handelsunternehmen für Kaffee, Tee, Gewürze, Farbwaren und Edelmetalle betrieben. Später wurde die Markthalle auf dem Grundstück für den Handel mit Obst- und Gemüse genutzt. Ab dem Jahr 2000 hatten in dem Gebäude Kunstausstellungen stattgefunden, die von Städelschule und der Hochschule für Gestaltung Offenbach veranstaltet wurden.

## Ausstellungen
In seiner ersten Einzelausstellung Pferdestärken im Jahr 2007 zeigte der Kunstverein Malerei von Sven Tadic. Weitere Einzelausstellungen waren Thomas Nolden, Florian Heinke und anderen gewidmet.
Auf der in fünf Etappen organisierten Gruppenausstellung My Generation waren in den Jahren 2008 und 2009 unter anderem Christa Näher, Thomas Zipp, Manfred Peckl, Tobias Rehberger und Thomas Bayrle vertreten. Die Abschlussausstellung Gut ist was gefällt präsentierte Arbeiten Frankfurter Künstler, die während des Sommerateliers 2009 entstanden waren.
Im Jahr 2010 zeigte der Kunstverein die Gemeinschaftsausstellung Der Meister und seine Muse von Hermann Nitsch und Vroni Schwegler. Präsentiert wurden eine Dokumentation von Hermann Nitschs 122. Aktion aus dem Jahre 2005 im Wiener Burgtheater sowie Aufzeichnungen der 107. Aktion mit Vroni Schwegler, Teil eins und zwei. Vroni Schwegler zeigte kleinformatige Kaltnadelradierungen und Tierporträts in Öl auf Holz, Pressspan oder Malpappe.
Während der Luminale 2010 zeigte der Kunstverein eine Lampeninstallation des Künstlerduos Kehres & Hungerer mit dem Titel: Heavy–Medium–Light. Im Gewölbekeller hing von Leonie Langenstein Die letzte Glühbirne als Denkmal in denkmalgeschützter Umgebung aus dem 17. Jahrhundert.
Palindrome von Nina Hollein und Philipp Schweiger, Juli bis August 2021.
Zum zehnjährigen Jubiläum der Eröffnung des Neubaus der Europäischen Zentralbank, deren Doppelturm in unmittelbarer Nachbarschaft steht, zeigte der Kunstverein 2025 die Fotoausstellung Hoch hinaus! Die Europäische Zentralbank verändert ihr Viertel von Peter Menne. Der Katalog zur Ausstellung erschien im Alibri Verlag, Aschaffenburg.

## Schließung und Neueröffnung des Kunstvereins
Anlässlich einer Vernissage der Ausstellung Ab 18 im November 2010 wurde die Bauaufsicht der Stadt Frankfurt auf den Kunstverein aufmerksam und erteilte eine Nutzungsuntersagung wegen Sicherheitsmängeln. Um den Veranstaltungsort für Ausstellungen und Versammlungen nutzen zu können und die Brandschutzauflagen zu erfüllen, wurden Umbaumaßnahmen nötig. Direktor Mirek Macke organisierte für den Dezember 2010 eine Auktion zur Rettung des Lola Montez. Robert Bock stellte seine Ausstellungsfläche für eine Kunstauktion zur Verfügung, Auktionator war Philip Augustin vom Kunst- und Auktionshaus Döbritz. Etwa 100 Gemälde, Fotografien und Objekte brachten einen Erlös von 25.000 Euro und damit den finanziellen Grundstein für den Umbau. An der Auktion beteiligten sich unter anderem Tobias Rehberger, Heiner Blum und Christa Näher. Nach Umbaumaßnahmen, die der Frankfurter Architekt Bernd Mey geplant hat, fand am 24. März 2011 die Wiedereröffnung des Kunstvereins statt. Mit Draußen vor der Tür, angelehnt an das Nachkriegsdrama von Wolfgang Borchert, zeigte der Kunstverein eine Ausstellung des Malers und Bildhauers Lionel Röhrscheid. Zur Eröffnung sprach Kasper König.

## Endgültige Schließung – Die Honsellbrücke als neuer Standort 2014

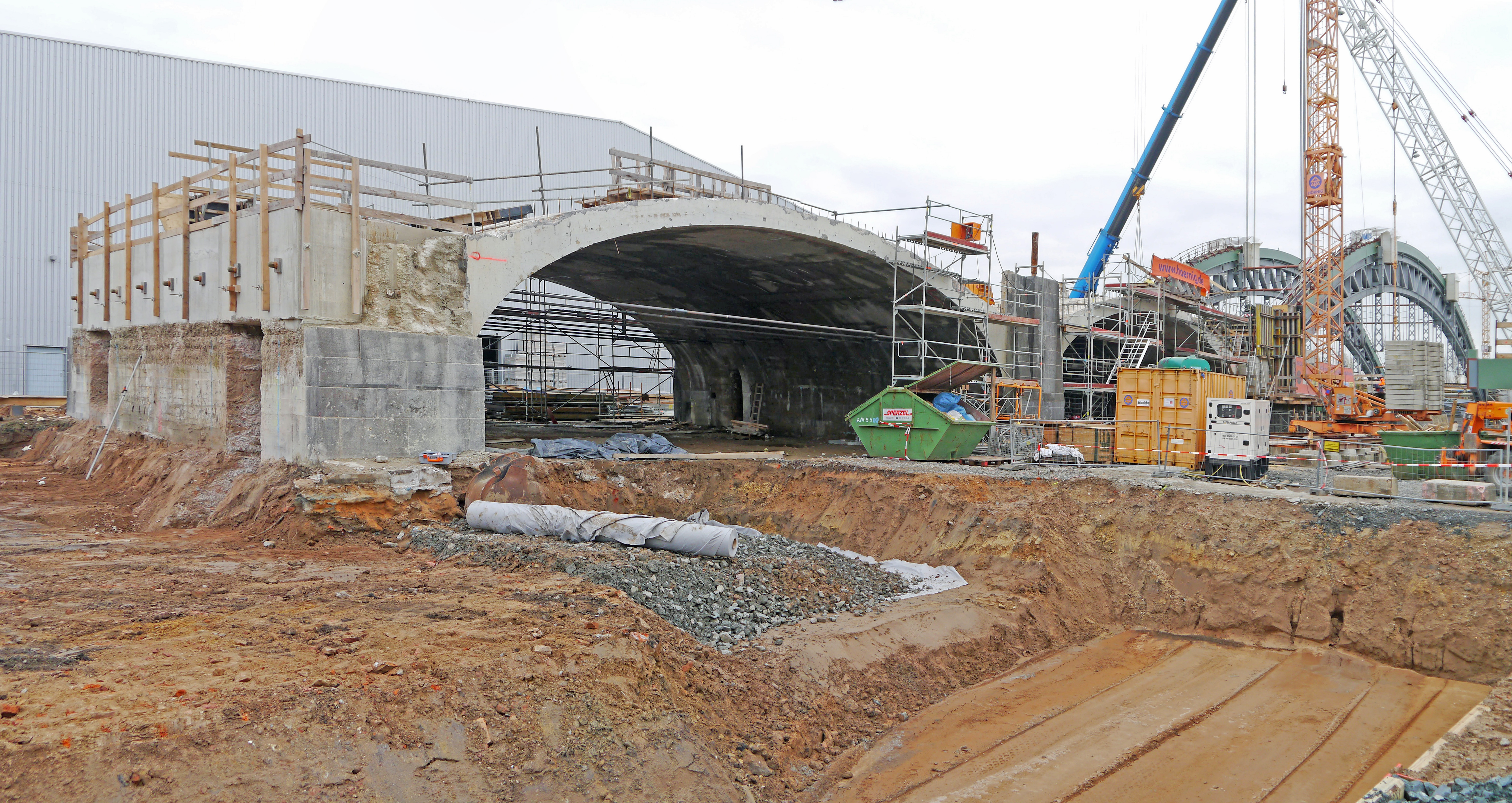
Vor dem Einzug des Kunstvereins: Die Honsellbrücke während der zweiten Phase der Grunderneuerung im November 2012

Am 30. Mai 2012 musste der Kunstverein seinen Sitz an der Breiten Gasse 24 endgültig schließen. Der Besitzer des etwa 2000 Quadratmeter großen Areals, Konrad Pohl, „hat das Gebäude für zwölf Millionen Euro an die im Westend ansässige Firma Quissenz GmbH verkauft.“ 2013 plante Mirek Macke einen Neuanfang für seinen Kunstverein in den beiden denkmalgeschützten Rundbögen der Honsellbrücke am Frankfurter Osthafen. „Zusammen mit der Städelschul-Absolventin Valentina Stanojev hat er […] ein Konzept erarbeitet. Die beiden Bögen sollen miteinander verbunden sein“ und nach Plänen des Städelschülers und Architekten Bernd Mey zu je einer Kunsthalle und einem Café ausgebaut werden. Macke soll die Kunsthalle mit wechselnden Ausstellungen bespielen. Zum ersten Mal am 29. Juli organisierte Macke die in vier Etappen stattfindende Ausstellungsreihe Ein Sonntag im Freien vor den im Rohbau befindlichen Rundbِögen, bei der die eingeladenen Künstler ihre Werke an Bauzäunen aufhängten.

### WanderausstellungWurzeln weit mehr Aufmerksamkeit widmen
Der Kunstverein wurde am 30. März 2014 mit der von Mirek Macke kuratierten Luminale, die als einen Standort auch die Honsellbrücke einbezog, eröffnet. Bis dahin fand eine Wanderausstellung mit dem Titel Wurzeln weit mehr Aufmerksamkeit widmen in Kooperation mit anderen Galerien und Ausstellungsräumen statt, die in den Städten Weimar, Hamburg, Stuttgart, Karlsruhe, Berlin, Leipzig und Köln präsentiert wurde. Die Wanderausstellung des Montez im Exil, an der sich mehr als 300 Künstler beteiligten, fand ihren Abschluss am 10. Mai zur Nacht der Museen 2014 in den neuen Räumen des Kunstvereins. Sie war „in erster Linie ein Bekenntnis der Künstler zur Solidarität untereinander und zur Kunstszene als fruchtbarer Erde für neue Talente und Ideen.“

## Musik
Künstler, Mitglieder und Freunde des Kunstvereins sind in den beiden Bands Lola Montez Band und The Pig Sisters engagiert. Am 2. Februar 2013 spielte die Lola Montez Band im Frankfurter Kunstverein mit folgender Besetzung: Anja Czioska (Gesang, Gitarre, Schellenring), Mirek Macke (Gesang, Mundharmonika), Corinna Mayer (Gesang), Lionel Röhrscheid (Gitarre, Violine, Horn), Jamie Sanjuan (Bass) und Jörg Weil (Schlagzeug). Einen Gastauftritt hatte Sascha Boldt (Gesang). Zum festen Ensemble gehört außerdem Matthias Vatter (Gitarre), zu den Gründungsmitgliedern zählen Philipp Deines und Christian Mouson (Synthesizer).
The Pig Sisters hatten am 3. September 2011 einen Auftritt in der Pecha Kucha Night im Maintor-Areal mit folgender Besetzung: Giorgio Capogrossi (Gitarre), Mirek Macke (Gesang), Lionel Röhrscheid (Bass) und Jörg Weil (Schlagzeug).
Der Kunstverein Familie Montez und die Lola Montez Band sind nach Lola Montez, der irischen Tänzerin und Mätresse König Ludwigs I. von Bayern, benannt.

## Zitat
„Mehr als ein Ausstellungsraum, war das Lola Montez von Anfang an ein mythisch aufgeladener Ort unter der Stadt, der als kollektiver Exzess-, Erlebnis- und Erfahrungsspeicher einer ganzen Generation fungierte […] das Kunstwerk war das Lola Montez schon immer selbst, und wir waren seine Künstler.“

## Preise und Auszeichnungen
- 2014 – Stadtteilpreis, Frankfurt[31]